# Stijn Bultman
Stijn Bultman (Raalte, 29 gennaio 2005) è un calciatore olandese, difensore dell'Heracles Almelo.

## Carriera

### Club
Ha debuttato tra i professionisti con l'Heracles Almelo il 18 agosto in Eredivisie nella vittoria per 2-1 contro il N.E.C..

### Nazionale
Ha giocato nella nazionale olandese Under-19.

## Statistiche

### Presenze e reti nei club
Statistiche aggiornate al 7 ottobre 2023.
| Stagione        | Squadra         | Campionato      | Campionato | Campionato | Coppe nazionali | Coppe nazionali | Coppe nazionali | Coppe continentali | Coppe continentali | Coppe continentali | Altre coppe | Altre coppe | Altre coppe | Totale | Totale | Totale |
| Stagione        | Squadra         | Comp            | Pres       | Reti       | Comp            | Pres            | Reti            | Comp               | Pres               | Reti               | Comp        | Pres        | Reti        | Pres   | Reti   |        |
| --------------- | --------------- | --------------- | ---------- | ---------- | --------------- | --------------- | --------------- | ------------------ | ------------------ | ------------------ | ----------- | ----------- | ----------- | ------ | ------ | ------ |
| 2023-2024       | Heracles Almelo | ED              | 5          | 0          | CO              | 0               | 0               |                    | -                  | -                  |             | -           | -           | 5      | 0      |        |
| Totale carriera | Totale carriera | Totale carriera | 5          | 0          |                 | 0               | 0               |                    | -                  | -                  |             | -           | -           | 5      | 0      |        |